# Restauration nationale (France)
Pour les articles homonymes, voir Restauration nationale.
La Restauration nationale, parfois désignée sous l'acronyme RN, est un mouvement politique français du courant royaliste s'inscrivant dans la suite de l'Action française, et situé à l'extrême droite,. Fondée en 1955 au début de la guerre d'Algérie par Pierre Juhel et Louis-Olivier de Roux, tous deux anciens Camelots du roi, la Restauration nationale se définit alors comme le « Centre de propagande royaliste d'Action française ».
Elle prend position pour l'Algérie française et est en faveur de l'Organisation de l'armée secrète. Plus tard, dans les années 1970, une séparation a lieu avec quelques militants qui créeront la Nouvelle Action française, mouvement politique dit « maomaurrassien ». Puis en 1997, une nouvelle divergence voit le jour — cette fois-ci entre Pierre Pujo et Hilaire de Crémiers — qui finit par scinder la RN en deux parties : d'un côté, le Centre royaliste d'Action française est créé et dirigé par Pierre Pujo, de l'autre la Restauration nationale est reprise par Hilaire de Crémiers qui garde les droits et le sigle de l'association.
Finalement, après une politique de rapprochement mise en place en 2010 lors du défilé en mémoire de Jeanne d'Arc et du Camp Maxime Real del Sarte, la Restauration nationale et le Centre royaliste d'Action française (CRAF) se rapprochent.

## Création
À la suite de la condamnation en 1945 de Charles Maurras et de Maurice Pujo pour intelligence avec l'ennemi, l'appellation Action française est interdite. La pensée maurrassienne quant à elle demeure grâce à quelques militants comme Pierre Gaxotte ou Thierry Maulnier qui « contribuent à maintenir une forme diffuse, nuancée, atténuée, dégradée parfois, mais toujours vivante, de pensée maurrassienne ». Cette influence persiste également chez quelques intellectuels tels Henri Massis, Michel Déon, Antoine Blondin, Jacques Laurent et Roger Nimier et sensiblement chez les rédacteurs de Rivarol et des Écrits de Paris. Mais de manière générale, le mouvement renaît grâce à deux figures : Maurice Pujo et Georges Calzant, tour à tour directeur de la revue Aspects de la France publiée depuis le 10 juin 1947. Dès lors, divers écrivains et personnages reprennent les idées de l'Action française comme le « nationalisme intégral » et le vocabulaire comme « la France seule » : Georges Gaudy, Firmin Bacconnier, Robert Havard de la Montagne, Xavier Vallat, Pierre Boutang. Autour de la revue s'organise alors un mouvement politique héritier de l'Action française, le « Centre de propagande royaliste d'Action française » officiellement appelé Restauration nationale, fondé en 1955.  Il est présidé à partir de 1962 par l'industriel nantais Bernard Mallet, P-DG des Ets Brissonneau § Lotz, et ancien du Centre des jeunes patrons de Nantes.
Longtemps animée par Pierre Juhel, secrétaire général, puis par Pierre Pujo, le fils de Maurice Pujo, la RN bénéficie du soutien de militants royalistes de la première heure comme Jacques Maurras et Guy Coutant de Saisseval ou encore Pierre Philippeau.
Dans les années 1990, Pierre Pujo, alors directeur et gestionnaire de la Restauration nationale entre dans une situation conflictuelle avec Hilaire de Crémiers. Celui-ci indiquant que la RN serait mal gérée et donc mettant en cause Pierre Pujo, est remercié par celui-là. S'ensuit alors une bataille juridique qui prendra fin en 1997 et qui divisera la Restauration nationale en deux parties :
- l'une, dirigée par Pierre Pujo, s'appelle désormais « Centre royaliste d'Action française » et,
- l'autre, dirigée quant à elle par Hilaire de Crémiers, garde le nom et le sigle de la « Restauration Nationale ».

## Idées politiques
S'agissant de l'Europe ou de l'outre-mer, d'une prétendue dégradation des mœurs ou de la politique économique, elle dénonce les dangers du libéralisme avancé et prône une politique authentiquement nationale[source insuffisante] ; ainsi s'opposera-t-elle au giscardisme dès mars 1978 par exemple[source insuffisante].
Dans la continuité de l'Action française, la Restauration nationale est encore idéologiquement guidée par ce que Charles Maurras appelait les « idées-mères ». 

## La RN et l'Outre-mer français

### L'Algérie
Créé en pleine guerre d'Algérie, suivant le critère de l'intérêt national, le cercle royaliste militera toujours en faveur de l'Algérie française et apportera un vif soutien à l'OAS. Ainsi Pierre Juhel soutiendra Pierre Sergent, chef de l’OAS-Métro.

### Organes de presse
Le principal périodique qui diffusait les idées de la RN est Aspects de la France, créé quelques années plus tôt par Georges Calzant pour reprendre les traits de L'Action française. À partir des années 1960, la Restauration nationale crée divers suppléments dont :
- Les Amitiés Françaises Universitaires (1955-?)[8]
- Restauration nationale (1963-1971) ;
- L'AF université (1964-1973) ;
- Dossiers d'Action française (1968-1971)
- L'Action française étudiante (1971-1980), dirigée par Louis Juhel.

En 1992, le périodique Aspects de la France change de nom pour s’appeler L'Action française hebdo.

### Le périodiqueRestauration nationale
En 1963, le mouvement crée un bulletin mensuel inter-sections (8e, 16e, 17e) nommé Restauration nationale.
En 1971 (n° 1, 26 avril), le périodique devient Nouvelle Action française à la suite de la fondation du mouvement Nouvelle Action française par les dissidents Gérard Leclerc, Yvan Aumont et Bertrand Renouvin.
À partir de 1998, le mouvement fonde un nouveau périodique (trimestriel) intitulé Restauration nationale, dirigé par Hilaire de Crémiers.

## Diverses séparations
Au début des années 1970, quelques militants tels Bertrand Renouvin, Gérard Leclerc et Yvan Aumont souhaitent renouveler la pensée maurrassienne en s'inspirant notamment des idées issues de mai 1968. Ce courant se range clairement à l'« extrême-gauche » en défendant un royalisme antifasciste, certains l'appelant alors « mao-maurrassien ». Un désaccord voit le jour avec les dirigeants de la RN, Pierre Juhel et Pierre Pujo, qui les forcera à la quitter pour fonder la Nouvelle Action française incarnée par le comte de Paris Henri d'Orléans qui devient par la suite la Nouvelle Action royaliste.